# Magyar Orvosok és Természetvizsgálók Vándorgyűlései

## A Magyar Orvosok és Természetvizsgálók Társasága
A Magyar Orvosok és Természetvizsgálók Társaságát 1841-ben német minta alapján szervezte meg Bene Ferenc és Bugát Pál. Majd száz évig működött (1841-1933). Szervezetét tekintve állandóan működő központi bizottmánnyal rendelkezett, s az előadásokat szakcsoportokba szervezte. Az eredeti orvosi, természettudományos jelleg ugyan hangsúlyos volt, de archeológiai, és a szociológiai szakcsoportjai is működtek.
A Társaság tagjai között a tudományos élet számos kiválóságát megtalálható volt. A MOTT működése során mindig más városban tartotta éves nagygyűlését, fennállása során összesen negyvenegyet.

## Vándorgyűlések
A magyar orvosok és természetvizsgálók vándorgyűlései 1841-től indultak, de 1848 és 1862 között szüneteltek. 1863-as újraindulásukban Eötvös Józsefnek is szerepe volt. Ezután rendszeresen szervezték a vándorgyűléseket egy-két évenként, mígnem az első világháború előtt ritkulni nem kezdtek. A 41. vándorgyűlést 1933-ban Budapesten tartották.
A Magyar Orvosok és Természetvizsgálók Társaságának vándorgyűléseinek iratait a Semmelweis Orvostörténeti Múzeum őrzi.
A vándorgyűlések kiadványai ("munkálatai") az Akadémiai Könyvtár repozitóriumának egyik gyűjteményében (REAL-EOD) elérhetőek. A vándorgyűlések helyszínéül szolgáló városokról és megyékről rendszeresen leírásokat adtak ki. A kiadványok szerkesztői között találhatjuk Bugát Pált, Brassai Sámuelt, Flór Ferencet, Szabó Józsefet, Albert Ferencet és Lakits Ferencet.
Chyzer Kornél írta meg a vándorgyűlések első fél évszázadának történetét.